# Naropa
Naropa (1016-1100) était un érudit d'Inde et un maître reconnu du bouddhisme tantrique. Il est l'un des maillons de la Lignée du Rosaire d´Or. Il fut également un disciple du Mahāsiddha Tilopa.

## Biographie
Naropa naquit dans une famille de haute condition du Bengale : son père Kalyanavarman était le souverain de la région. Il lui fut donné le nom de Samantabhadra et devait devenir roi. Toutefois, étant plus incliné vers la voie spirituelle et les études intellectuelles, à l'âge de huit ans, il demanda à aller au Cachemire afin de recevoir une éducation supérieure. Trois années plus tard, il arriva là-bas et commença ses études d'art, de science, de grammaire, de rhétorique et de logique avec le professeur le plus célèbre de l'époque.
Après avoir fini ses études, ses parents voulurent le marier. Naropa, déçu, posa ses conditions : il fallait que la jeune fille soit de la caste des brahmanes, pure, qu’elle possède amour compassion et bodhicitta, et âgée de seize ans. La jeune fille, Vimalapidi fut trouvée après un an de recherches. Le mariage dura seulement huit ans et fut dissous sur l'insistance de Nāropa. Il retourna au Cachemire où il fut ordonné moine et poursuivit ses études. Selon certaines sources, Vimalapidi devint plus tard sa disciple sous le nom de Nigouma (en), à l’origine de la lignée Shangpa Kagyü. 
À l'âge de vingt-huit ans, il vint vivre à Pullahari. Il reçut tout près de là des enseignements supplémentaires à l'université bouddhiste de Nālanda, où il devint plus tard gardien de la porte du Nord : il était l’un des quatre recteurs de l’université chargés d’interroger les nouveaux venus.
Un jour dans la bibliothèque de l’université, une dakini lui apparut, émanation de Vajrayogini. Elle expliqua l'importance de comprendre tant les mots que leur sens, et lui suggéra de rechercher le Mahāsiddha Tilopa pour recevoir des instructions spirituelles spécifiques relatives aux tantras et au Mahamoudra, afin d'accéder à l’Éveil final. Ainsi, Naropa partit à la recherche de son maître qu'il devait rencontrer en voyageant vers l'Est.
Douze rencontres ponctuent sa recherche du maître : des émanations symboliques de Tilopa qui le dirigent vers une compréhension du mahamoudra, l'état ultime : une lépreuse qui lui apprend à ne pas s’attacher au pur et à l’impur, une chienne dévorée par les vers qui le pousse à cultiver la grande compassion, un criminel qui lui rappelle la force de l’égo, etc. Naropa faillit se suicider, lorsqu’il entendit une voix : « Toi qui n’as pas trouvé le gourou, comment peux-tu espérer le rencontrer si tu tues le bouddha en toi ? Ne suis-je pas celui que tu cherches ? ».
Pendant son apprentissage avec Tilopa, il fut soumis à d’autres épreuves considérables. Toutefois, Naropa persévéra, surmonta toute peur, tout orgueil et tout attachement égoïste, et atteignit la maîtrise de l’ensemble des instructions du Mahamoudra qu'il reçut. Il comprit plus tard l’importance de mettre les enseignements en action et de commencer à enseigner, puis finit les dernières années de sa vie dans la solitude.
Son principal disciple tibétain, Marpa le traducteur, apporta les enseignements de Naropa au Tibet et devint le père fondateur de l'école Kagyüpa où les enseignements de Naropa sont au cœur même de cette école.

## Les six yogas de Naropa
| Yoga                                    | Prononciation (+ translittération Wylie) | Sanskrit      | État de conscience        | Chakra (Khor-lo)        |
| --------------------------------------- | ---------------------------------------- | ------------- | ------------------------- | ----------------------- |
| de la chaleur intérieure (de l'Ardente) | toummo (gtum mo)                         | chandālī      | méditation                | nirmana (Ombilic)       |
| du corps illusoire                      | gyoulü (sgyu lus)                        | māyākāya      | veille                    | svabhavika (Fontanelle) |
| de la claire lumière                    | eusel ('od gsal)                         | prabhāsvara   | sommeil profond           | dharma (Cœur)           |
| du rêve                                 | milam (rmi lam)                          | svapnadarśana | rêve                      | sambhoga (Gorge)        |
| de l'état intermédiaire                 | bardo (bar do)                           | antarābhava   | entre mort et renaissance | (Dharma)                |
| du transfert de conscience              | powa ('pho ba)                           | samkrānti     | au moment de la mort      | (Svabhavika)            |

### Textes
- (en) Herbert V. Guenther, The Life and Teachings of Nâropa, Oxford University Press, 1963.
- La vie de Naropa. Tonnerre de grande béatitude (trad. du manuscrit du yogi Wang-Tchouk-Djaltsèn/dBan Phyug rGyal mChan, XV° s.), trad. du tibétain par Marc Rozette (1991), Seuil, coll. "Points Sagesses", 2004, 179 p.
- Abhayadatta, La vie merveilleuse de 84 grands sages de l'Inde ancienne (XIe siècle), trad. du tibétain Djamyang Khandro Ahni (1988), Seuil, coll. "Points Sagesses", 2005, p. 84-86.
- Takpo Tashi Namgyal, Les six yogas de Naropa (fin XVIe siècle) : résumé par Érik Sablé (2010), Dervy, 2011, 127 p.

### Études
- Lama Thoubten Yéshé, La béatitude du feu intérieur. La pratique essentielle des six yogas de Naropa. Un commentaire basé sur 'Avoir trois convictions, un guide des étapes du profond chemin des Six yogas de Naropa', texte composé par Djé Tsongkhapa (1998), trad. de l'an. Ténzin Ngeunga, Éditions Vajra Yogini, 2008, 299 p.
- Fabrice Midal, La pratique de l’éveil de Tilopa à Trungpa : L’école Kagyü du bouddhisme tibétain, Paris, Éditions du Seuil, coll. « Points Sagesses », 1997, 174 p. (ISBN 978-2-02023-673-7), p. 45–66.
- (en) Garma Chen Chi Chang, The Six Yogas of Naropa and Teachings on Mahamudra (1963), Snow Lion Publications, 1986.